# 林恭範
林恭範（?—?），字汝启，号洪九。福建福清人，清朝政治人物、同進士出身。

## 生平
乾隆六年（1741年）辛酉榜举人，乾隆十七年（1752年）壬申恩科進士，三甲第六十名。

## 家族
父林昂，康熙五十一年（1712年）壬辰科进士。